# Шаликов, Иван Осипович
Иван Осипович Шаликов (1813—1866) — грузинский князь, генерал-майор, участник Крымской войны и Кавказских походов.
Родился в 1813 г. Происходя из грузинских князей, Шаликов всю свою жизнь провёл на Кавказе в походах против горцев и турок.
В службу вступил в 1831 г. в Грузинский гренадерский полк, был произведён в 1836 г. в прапорщики, с переводом в пехотный генерал-фельдмаршала графа Паскевича-Эриванского полк, а в следующем году переведён обратно в Грузинский гренадерский полк, в котором состоял по 1855 г. С самого начала своей службы Шаликов участвовал в походах против горцев и за отличие в делах с ними награждён чинами штабс-капитана (1841 г.), капитана (1849 г.), майора (1852 г.) и подполковника (1853 г.) и орденом св. Анны 3-й степени с бантом. В Крымскую войну 1853—1855 гг.
Шаликов также находился на театре военных действий и при поражении Абди-паши под Башкадыкларом 19 ноября 1853 г. был ранен ружейной пулей в левую руку навылет; за отличие в этом деле награждён 6 февраля 1854 г. орденом св. Георгия 4-й степени (№ 9389 по списку Григоровича — Степанова)
В воздаяние отличного мужества и храбрости, оказанных в сражении с Турками, 19-го Ноября 1853 года, на Кадыклярских высотах
В 1854 г. за отличие против турок произведён в полковники. С апреля по октябрь 1855 г. Шаликов состоял в распоряжении командующего войсками, расположенными от Нухи до Арагви, с октября 1855 г. он находился в главном Александропольском отряде и был при взятии крепости Карса.
4 августа 1856 г. Шаликов был назначен командиром Крымского пехотного полка и с этим полком в 1857—1860 гг. участвовал в походах против горцев Западного Кавказа; за отличие награждён орденами св. Анны 2-й степени с мечами (1858 г.), св. Анны 1-й степени с Императорской короной и мечами (1859 г.), св. Владимира 4-й степени (1859 г.) и св. Владимира 3-й степени с мечами (1861 г.) и золотой саблей с надписью «за храбрость» (1858 г.) и произведён в генерал-майоры (6 декабря 1860 г.).
В ноябре 1861 г. Шаликов назначен состоять при Кавказской армии с зачислением по армейской пехоте. Умер в 1866 г.
Его братья Николай и Семён также с отличием участвовали в Кавказских походах.

## Источник
- Шаликов, Иван Осипович // Русский биографический словарь : в 25 томах. — СПб.—М., 1896—1918.
- Степанов В. С., Григорович П. И. В память столетнего юбилея императорского Военного ордена Святого великомученика и Победоносца Георгия. (1769—1869). СПб., 1869
- Шаликов, князь Иван Осипович